# Emigrants Mountain
Emigrants Mountain är ett berg i Kanada.   Det ligger i provinsen Alberta, i den centrala delen av landet, 3 200 km väster om huvudstaden Ottawa. Toppen på Emigrants Mountain är 2 087 meter över havet.
Terrängen runt Emigrants Mountain är kuperad åt sydväst, men åt nordost är den bergig. Runt Emigrants Mountain är det mycket glesbefolkat, med 5 invånare per kvadratkilometer.. Närmaste större samhälle är Jasper Park Lodge, 18,9 km öster om Emigrants Mountain. 
Trakten runt Emigrants Mountain består i huvudsak av gräsmarker.